# 北京莫斯科餐厅
北京莫斯科餐厅建于1954年，由苏联中央设计院设计，属于北京展览馆建筑群之一，主要经营俄式西餐，北京人昵称其为“老莫儿”。该餐厅是中苏建交后为了体现社会主义同盟兄弟国家的友谊而建设的餐厅，两国首都北京和莫斯科分别建有“莫斯科餐厅”和“北京餐厅”。

## 历史

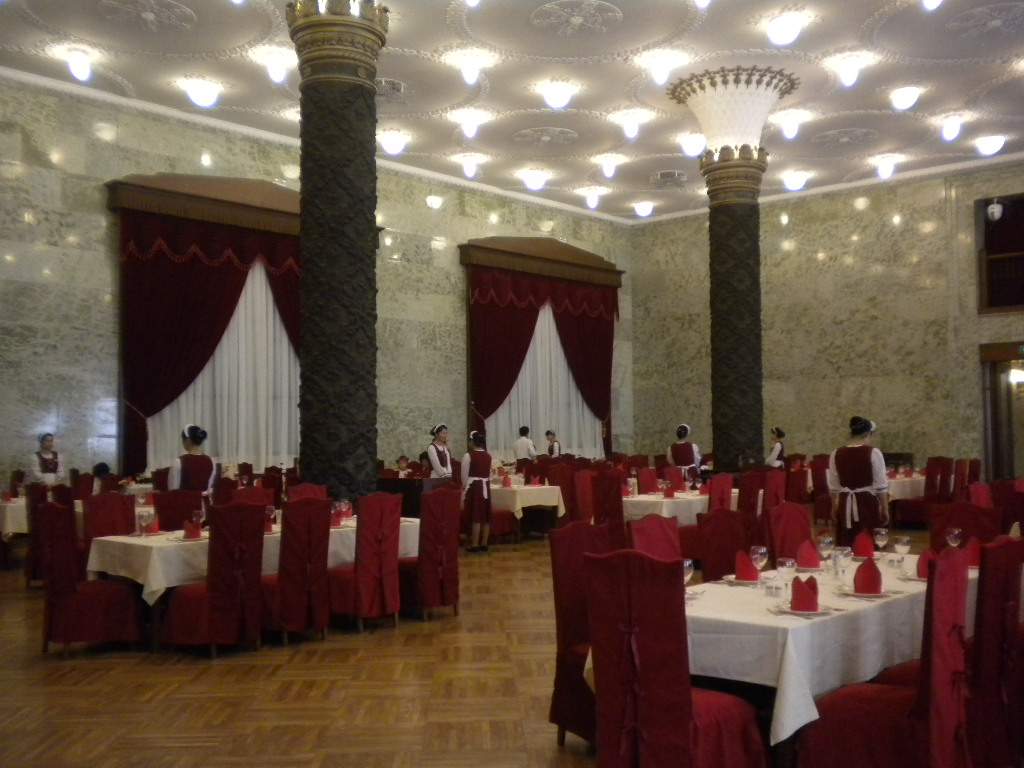
餐厅内部（2010年6月）

餐厅的早期服务对象主要为苏联援华专家、驻华官员和赴俄留学归来的知识分子，之后因价格较高，主要是干部及其子弟光顾，所以，作为早期为数不多的西餐厅，老莫对一些人来说具有别样的意义。莫斯科餐厅目睹了中华人民共和国和苏联的蜜月时期、裂痕时期，旁观了苏联解体，是中苏关系变迁的见证。
文化大革命期间餐厅曾被改为食堂并更名为“北京展览馆餐厅”，1968年甚至只供应中餐，1969年才恢复供应西餐，其后一度是北京唯一对外营业的西餐厅。
改革开放后，餐厅面临市场压力和挑战，逐渐改换体制经营，1984年11月7日改回原名。由于其历史与精湛的厨艺，在北京餐饮业中十分著名。
餐厅曾于2000年扩建并重新装修，但风格与1954年开业时不同。为恢复原有风格，餐厅于2009年6月10日再度停业装修，直至2009年9月8日重张开业。
2019年11月，北京莫斯科餐厅被认定为第五批“北京老字号”之一。

## 菜式
红菜汤、罐焖牛肉、奶油蘑菇汤、奶油烤鱼、俄式饮料格瓦斯。